# Vekter

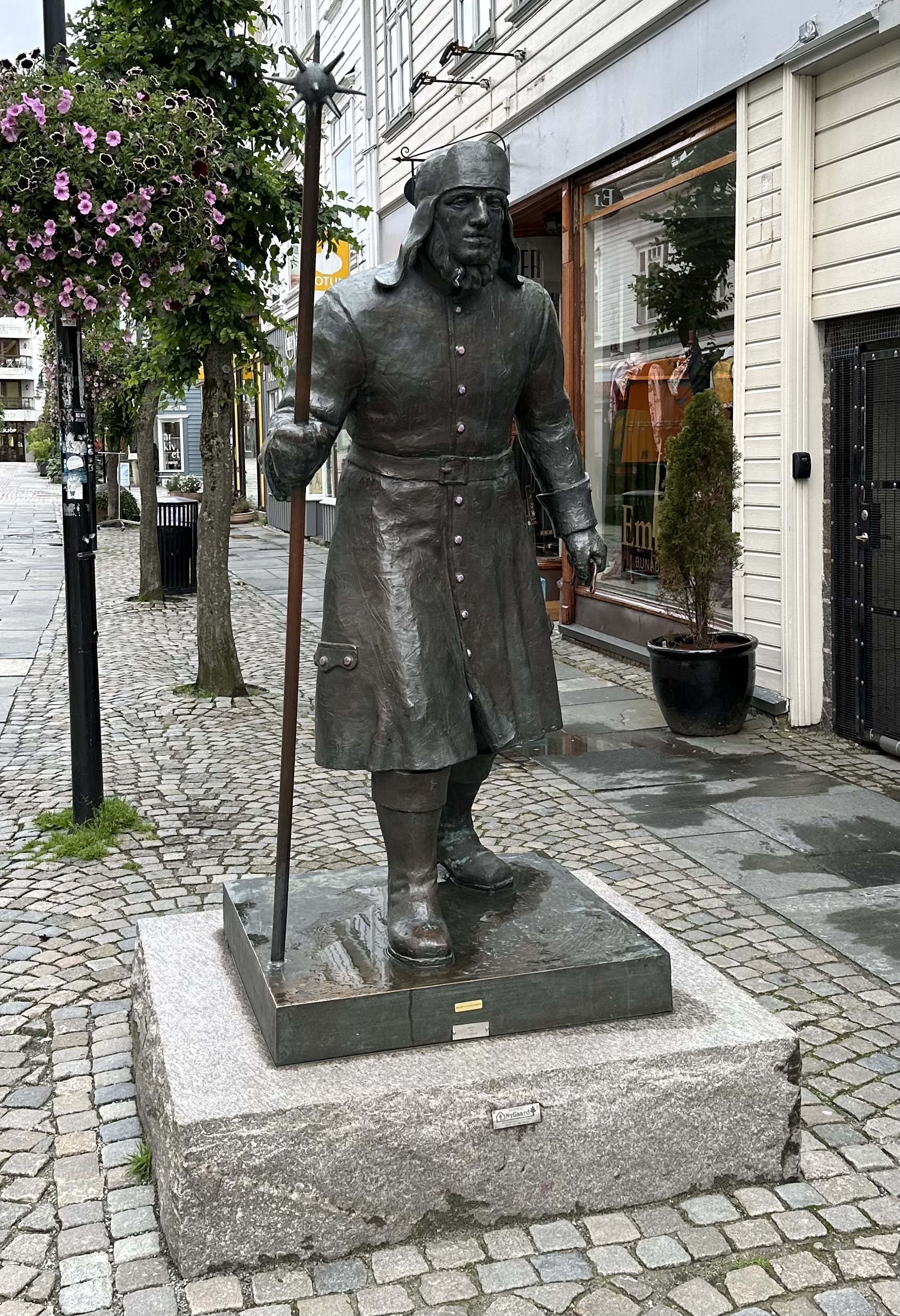
Vekter, 2023

Vekter (deutsch Wächter) ist eine Skulptur in der norwegischen Stadt Stavanger.

## Standort
Die Skulptur befindet sich in einer Fußgängerzone in der Innenstadt von Stavanger in der Straße Østervåg, nahe deren Kreuzung mit der Steinkargata.

## Gestaltung und Geschichte
Geschaffen wurde die einen gehenden, städtischen Wächter darstellende Bronzeskulptur im Jahr 1995.

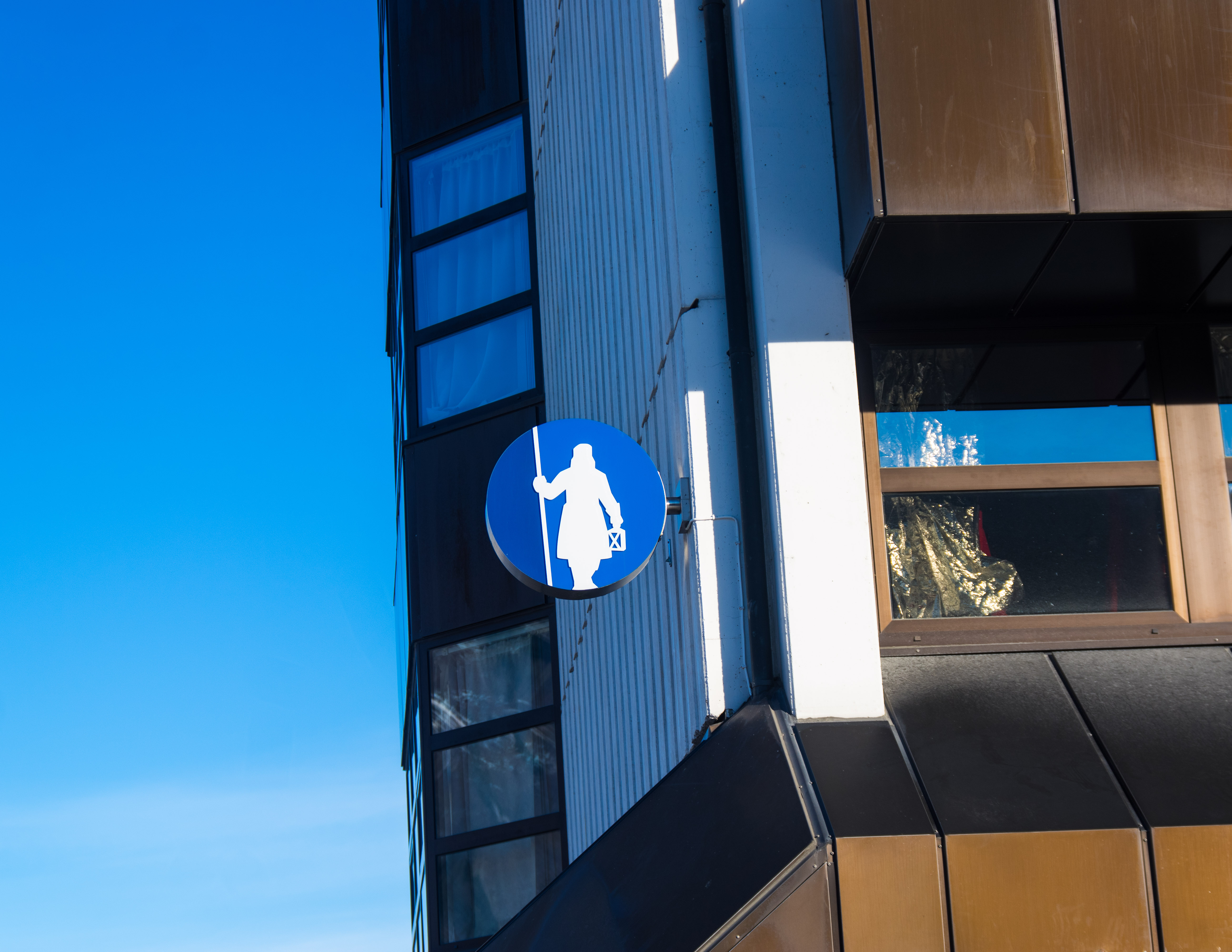
Logo der Gjensidige Forsikring

Sie ist dabei die Vergrößerung einer schon 1935 von R. Christensen gefertigten Skulptur. Das ursprüngliche Werk hat eine Größe von 1,2 Metern und steht in Oslo am Hauptsitz der Versicherung Gjensidige Forsikring und war nach dem von Karl Dahl gezeichneten Logo der Firma entstanden. Von dieser kleineren Skulptur wurden mehrere Exemplare gefertigt.
Die größere in Stavanger stehende Skulptur geht auf den Bildhauer Ivar Sjaastad zurück. Sie ist 1,95 Meter hoch bei einer Breite von 0,90 Meter und einer Tiefe von 0,60 Meter. Die Finanzierung erfolgte durch die Gjensidige Forsikring.
Die Skulptur steht auf einem Sockel aus Bronze. Auf dessen Vorderseite ist eine kleine Plakette mit der Inschrift
angebracht.
Die Gesamtskulptur steht ihrerseits auf einem Sockel aus Granit.

## Bedeutung
Die Skulptur erinnert an die Wächter, die auf festen Routen durch Stavanger patrouillierten und im Valbergtårnet ihr Quartier hatten. Solche Wächter waren in Norwegen 1276 unter Magnus Lagabøter mit der Einführung des Stadtrechts eingeführt worden. Eine erste urkundliche Erwähnung für Stavanger ist aus dem Jahr 1658 überliefert. In Stavanger wurde als letzter Wächter 1904 Tobias Sandstøl eingestellt, der seinen Dienst bis 1922 versah.